# TheWrap
TheWrap is een Amerikaanse nieuwswebsite  over de entertainmentindustrie.  Het werd in 2009 opgericht door journaliste Sharon Waxman.

## Geschiedenis
TheWrap heeft talloze prijzen gewonnen voor zijn journalistieke stijl, waaronder de beste website in 2018 voor een internetnieuwsbedrijf bij de SoCal Journalism Awards van de Los Angeles Press Club en de beste entertainmentwebsite in 2018 bij de National Arts and Entertainment Journalism (NAEJ) Awards. In 2016 gaf NAEJ van de Los Angeles Press Club de site de hoofdprijzen voor speelfilmfotografie en Sharon Waxman's WaxWord-blog, evenals de tweede plaats voor beste entertainmentwebsite en entertainmentpublicatie. De site werd zowel in 2012 als in 2009 door dezelfde groep uitgeroepen tot de beste online nieuwssite.
In november 2019 werd TheWrap genomineerd voor de 12e jaarlijkse National Arts & Entertainment Journalism Awards van de Los Angeles Press Club, waaronder die voor beste website.